# Septentrinna bicalcarata
Septentrinna bicalcarata is een spinnensoort uit de familie van de loopspinnen (Corinnidae).
De wetenschappelijke naam van de soort werd in 1896 als Corinna bicalcarata gepubliceerd door Eugène Simon.